# Styrżnik

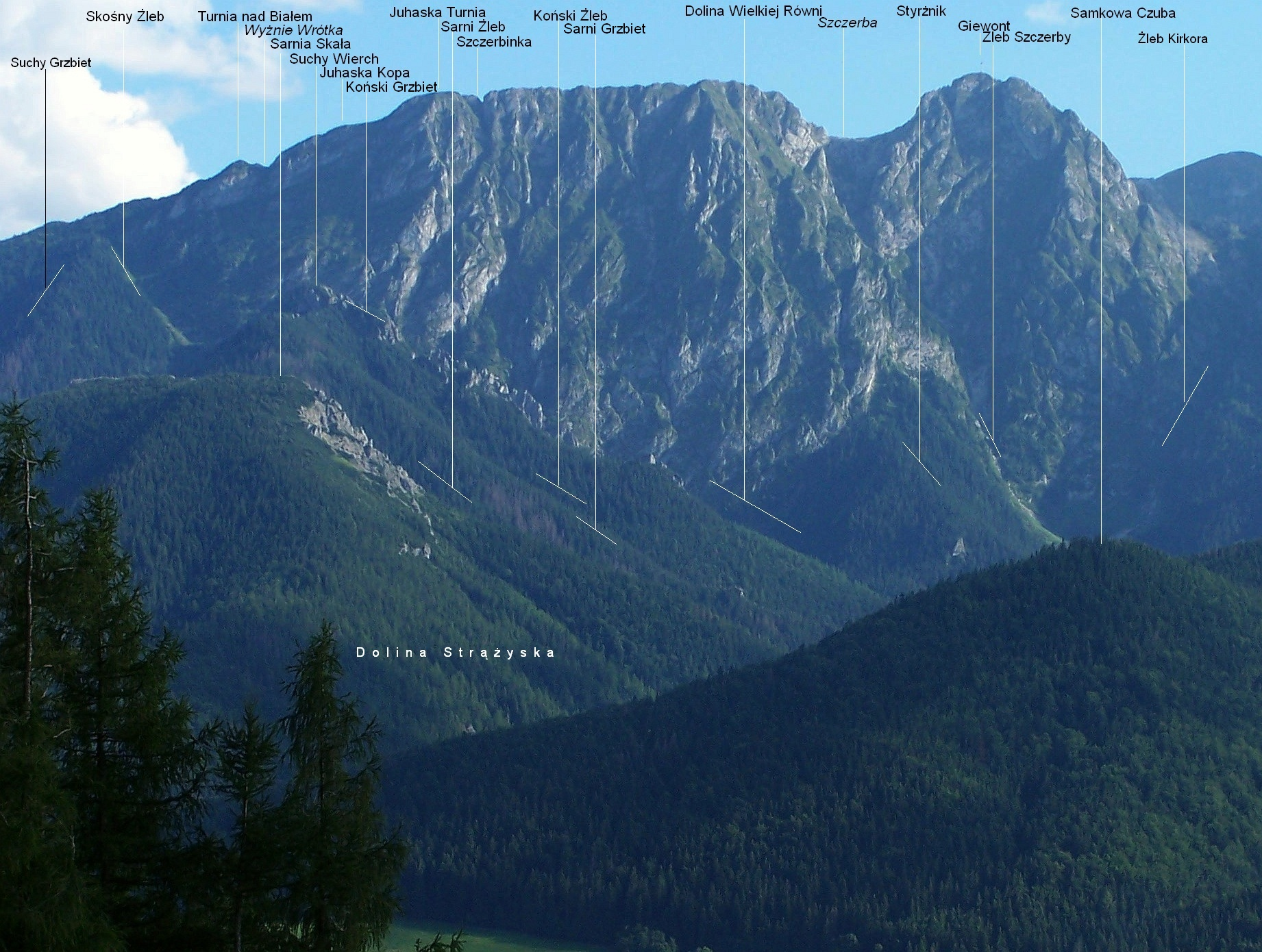

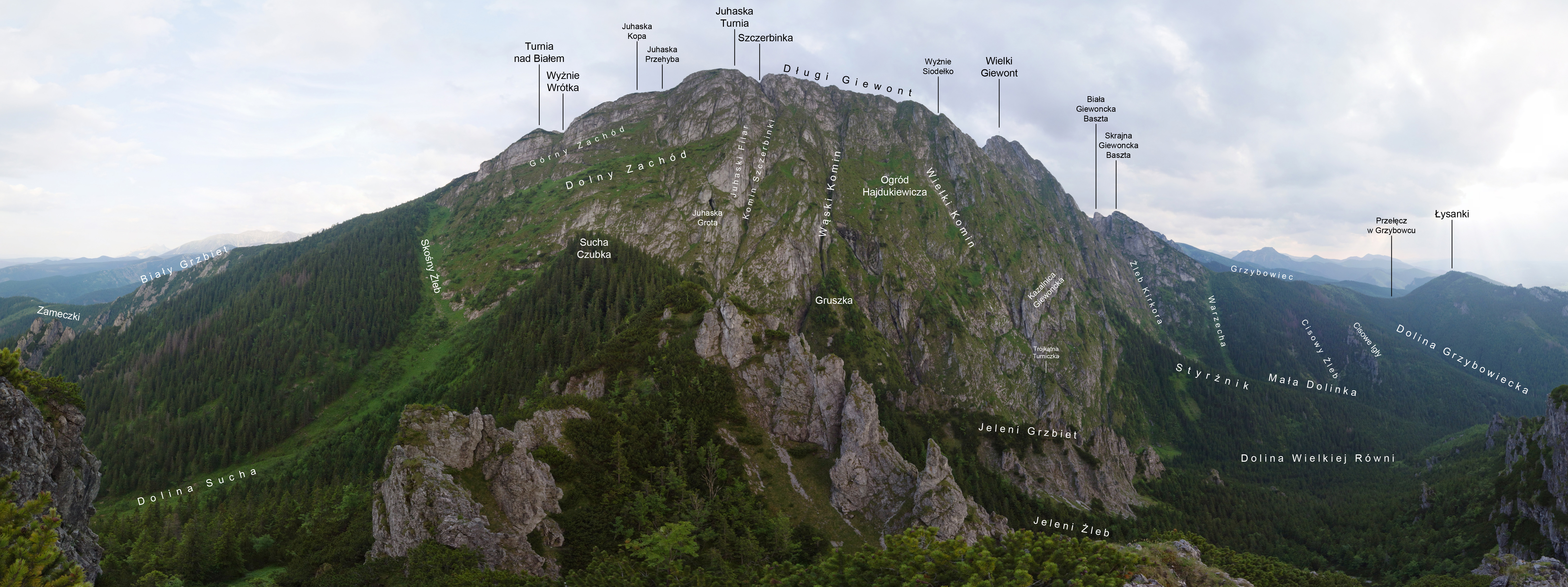

Styrżnik – grzbiet opadający z północno-zachodnich ścian Długiego Giewontu na północny zachód. Styrżnik oddziela dwie górne odnogi Doliny Strążyskiej: Małą Dolinkę (po zachodniej stronie) i Dolinę Wielkiej Równi zwaną też Dolinką do Bani (po wschodniej stronie). Nie zaczyna się on na grani, lecz znacznie niżej, jest przedłużeniem północno-zachodniego filara opadającego z okolic najwyższego punktu Długiego Giewontu (po wschodniej stronie Szczerby) i oddzielony jest od tego filara Siodełkiem nad Styrżnikiem. Dolny koniec Styrżnika znajduje się kilkadziesiąt metrów poniżej Siklawicy. Do Doliny Wielkiej Równi opada ze Styrżnika bezimienny żlebek, do Małej Dolinki Styrżnikowy Żleb oddzielający Wielki Styrżnik od Małego Styrżnika. Tu opisany grzbiet to Wielki Styrżnik, Mały Styrżnik to niewielki grzbiecik tworzący wschodnie obramowanie dolnej części Żlebu Szczerby.
Jedynie najwyższa część Styrżnika, tuż pod ścianami Długiego Giewontu jest piarżysta, poza tym Styrżnik niemal w całości porośnięty jest karłowatym lasem, co jakiś czas niszczonym przez wiatry. W połowie jego wysokości ponad lasem wznosi się samotna turniczka zwana Styrżnikową Skałką. Styrżnik był dawniej punktem startowym dla taterników wspinających się na północnych ścianach Długiego Giewontu. Powyżej Siodełka nad Styrżnikiem znajduje się Wielkie Zacięcie północno-zachodniego filara, a ze Styrżnika wychodzą cztery drogi wspinaczkowe. Dawniej środkową częścią Styrżnika prowadził z Małej Dolinki do Dolinki Wielkiej Równi znakowany szlak turystyczny, wymienia go przewodnik Chmielowskiego z 1907. Obecnie po szlaku tym nie ma już śladu, gdzieniegdzie tylko w zboczach Styrżnika istnieją zwierzęce perci. Od dawna jest to rejon dla turystów niedostępny, od niedawna TPN zabronił również taternikom wspinaczki w masywie Giewontu (obszar ochrony ścisłej Regle Zakopiańskie).
W gwarze podhalańskiej, a zwłaszcza w gwarze pasterzy podhalańskich, słowo styrżnik oznacza niewielki, ale wyniosły grzbiet odchodzący od stromego zbocza lub ściany i stromo (czyli śtyrbno) opadający do doliny.